# Different Class
Different Class är ett album av Pulp, släppt 1995. Detta albumet är gruppens stora kommersiella genombrott, och singeln "Common People" räknas som en av de största britpop-klassikerna. Albumet vann 1996 års Mercury Music Prize.

## Låtlista
Alla låtar är skrivna av Jarvis Cocker, Nick Banks, Steve Mackey, Russell Senior, Candida Doyle och Mark Webber, där annat inte anges.
1. "Mis-Shapes" - 3:46
2. "Pencil Skirt" - 3:11
3. "Common People" (Cocker, Banks, Mackey, Senior, Doyle) - 5:50
4. "I Spy" - 5:55
5. "Disco 2000" - 4:33
6. "Live Bed Show" - 3:29
7. "Something Changed" - 3:18
8. "Sorted for E's & Wizz" - 3:47
9. "F.E.E.L.I.N.G.C.A.L.L.E.D.L.O.V.E" - 6:01
10. "Underwear" (Cocker, Banks, Mackey, Senior, Doyle) - 4:06
11. "Monday Morning" (Cocker, Banks, Mackey, Senior, Doyle) - 4:16
12. "Bar Italia" - 3:42